# Sepullia umzila
Sepullia umzila är en insektsart som beskrevs av William Lucas Distant 1908. Sepullia umzila ingår i släktet Sepullia och familjen spottstritar. Inga underarter finns listade i Catalogue of Life.